# 鈷-60

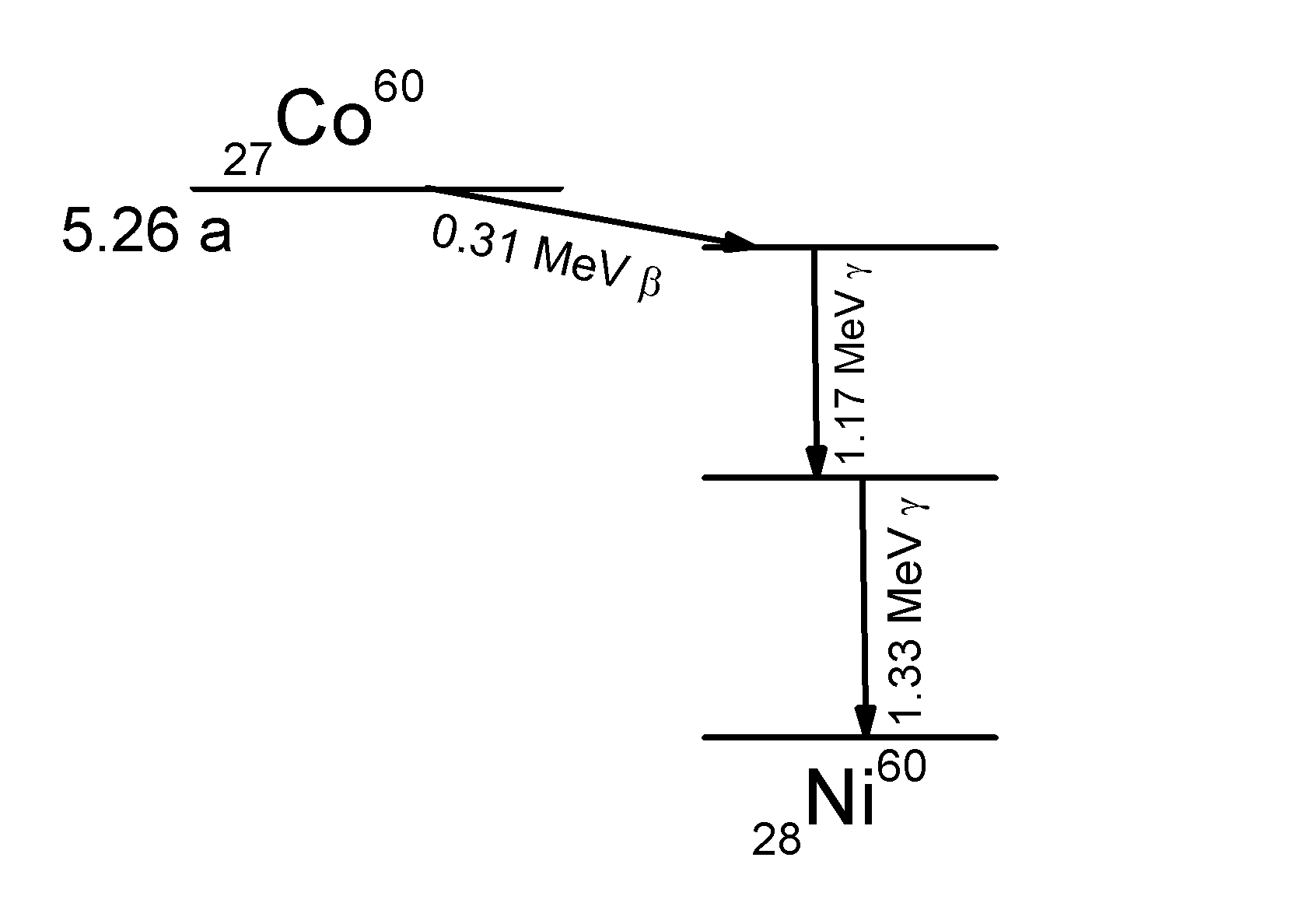
^{60}Co的衰變

鈷-60（60Co）是金屬元素鈷的一个人造放射性同位素，其半衰期為5.27年。工业上通过中子活化59Co制得。
59
27Co
 + n → 60
27Co

它會透過β衰變放出能量高達315 keV的高速電子成為鎳-60，并放出兩束伽馬射線，其能量分別為1.17及1.33 MeV。
59
27Co
 + n → 60
27Co
 → 60
28Ni
 + e− + 
ν
e + 伽馬射線.

## 用途

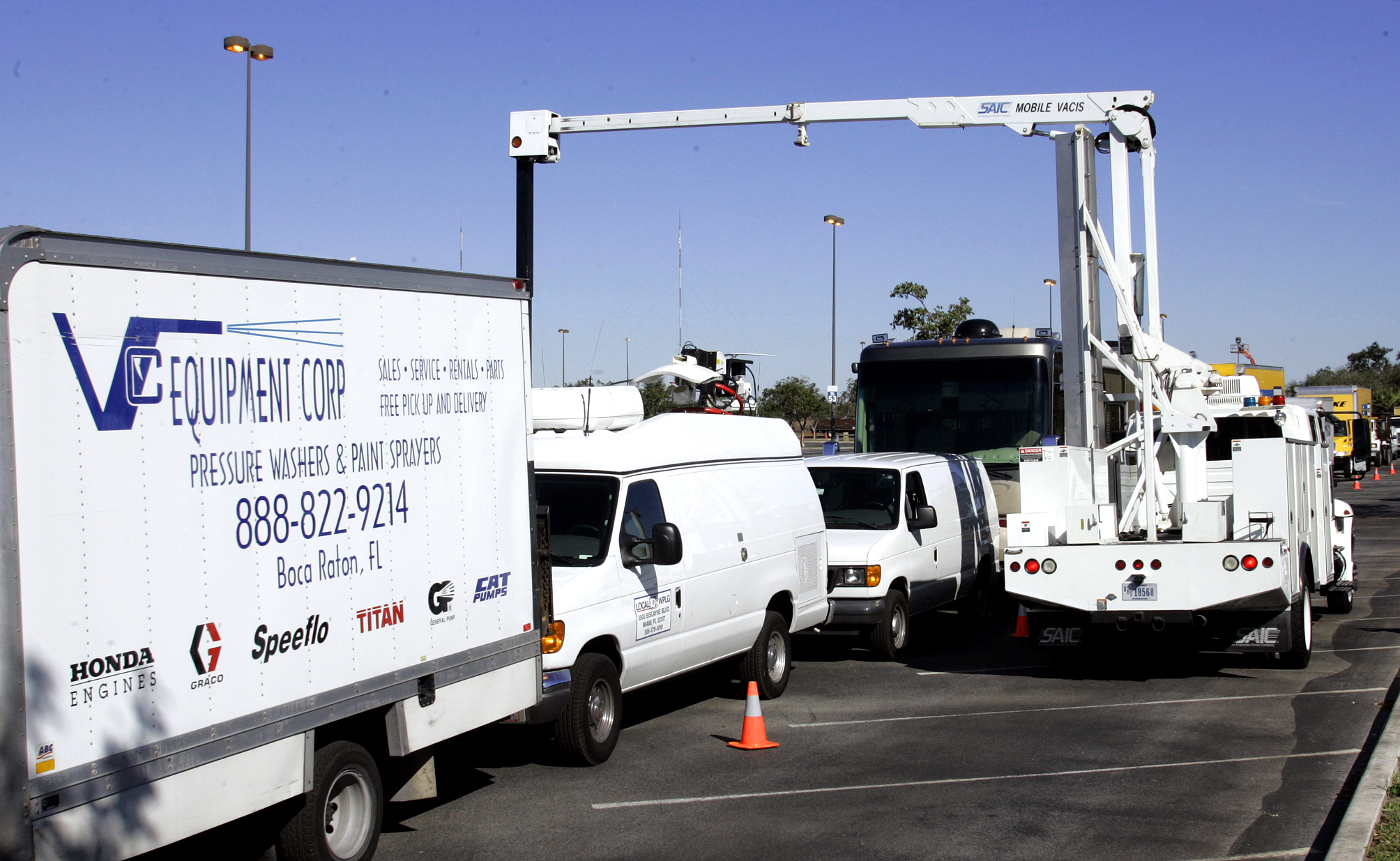
使用钴-60的伽玛射线透射仪在检查车辆

钴-60是一种方便稳定的放射源，常见的用途有：
- 同位素示踪法
- 辐射杀菌[3]
- 辐射杀虫[3]
- 医用放射源[4]
- 工业放射源[3]

## 使用安全
鈷-60輻射性极强，能导致脱发，会严重损害人体血液内的细胞组织，造成白血球减少，引起血液系统疾病，如再生性障碍贫血症、白血病（血癌），甚至死亡。
钴-60进入体内后，部分会随粪便排出，余下的会被组织吸收，如肝、肾、骨头，最终通过尿液排出体外。被吸收的钴-60会继续释放辐射，使组织癌变。

### 钴-60事故
1984年初，一起因废旧医疗仪器处理不当导致的放射性物质污染事故在美国和墨西哥被发现。
“900625事故”：事发于上海第二军医大学放射医学研究室的钴-60源辐照装置。1990年6月25日，负责钴-60源辐照装置管理的陈姓员工在早上6时为源室通风后外出，9时在辐射源升降装置和安全联锁装置的总控制电源未开启，安全防护门联锁失灵，辐射源还在照射位的情况下，未进行安全检查，未确定源位置，未携带剂量报警仪，违章用钥匙直接打开二道防护门。7名工作人员先后误入照射室，在约40min时间内，陆续进出照射室搬运已辐照过的水晶玻璃、中成药箱和化妆品原料桶。由于载源架的升降和停留状况完全被直径约为30cm的薄白口铁筒封闭，外面无法看到辐射源的照射位置，这7人在至辐射源不同距离处，短时间内分别受到了不同程度的大剂量与较高剂量率的全身相对均匀的急性外照射。9点40分，陈姓员工到控制室核对被照物品剂量记录时，才发现辐射源仍在照射位，立即将源降入贮源水井内，但未报告领导和其他6名受照人员，而是继续工作到10点40分将受照物品全部搬出照射室为止。事故照射后20min内有2人明显乏力、头晕、恶心、呕吐、上腹部不适，照后2h内多人多次呕吐，有的颜面明显潮红、眼球结膜充血、乏力和腹泻等。11点20分，陈姓员工见此情景方将受照经过报告领导，7名受照人员立即送医院血液科紧急诊治，其中两人死亡。⼀人受到的剂量估算为12戈瑞，在照射后25天死亡；另⼀人受照剂量估算为11戈瑞，90天后死亡；其他5人所受剂量估算为2~5戈瑞，经医学处理后恢复。
“921113事故”：1992年11月13日，湖北省某院原子能应用研究所辐照装置运行期停电，安全装置失灵，在没有降源（手摇）的情况下，打开辐照室门进行自然通风（因停电），通风15分钟后，点燃蜡烛进入辐照室造成1工作人员和3名提货人员（顾客）受超剂量照射。其中一人患重型急性放射病。
“921119事故”：1992年11月19日，山西省忻州市一位农民张某在忻州地区环境检测站宿舍工地干活，捡到一个亮晶晶的小东西，便放进了上衣口袋里，几小时后，便出现了恶心、呕吐等症状。十几天后，他便不明不白地死去。没过几天，在他生病期间照顾他的父亲和弟弟也得了同样的“病”而相继去世，妻子也病得不轻。后来经过医务工作者的调查，才找到了真正的病因，那个亮晶晶的小东西是废弃的钴-60，其放射性强度高达10居里。
2000年1月到2月，泰国北榄府发生一起丢源事故，一个含有钴-60的医用放疗器流入废品回收站，10人受到辐射，3人死亡。
杞县钴-60事件：2009年6月，中国河南省杞县一家辐照厂钴-60放射源发生意外卡住无法收回，事件未造成人员伤亡。7月12日，政府首次公开相关信息，但随后谣言四起，有人谣传杞县发生核泄漏，甚至有人声称会发生核爆炸。17日，杞县数万人逃亡临近县市。最终该事件以五名造谣者被拘留而告终。
2009年10月12日，广东省广州市番禺区的广州辐照技术研究中心发生放射源意外卡住，经过48天，于11月28日中午放回储存装置中，经专家认定，没发生放射性辐射泄露和人员伤亡。
2013年，墨西哥的一辆运输钴-60的卡车被窃贼劫走，警方后来找到了卡车。由於盛裝鈷的容器曾被移動，警方原先认为窃贼很可能受辐射而死，不過6名竊賊在被逮捕後送去檢查，輻射檢測都呈陰性反應。